# Lisa-Maria Zeller
Pour les articles homonymes, voir Zeller.
Lisa-Maria Zeller est une skieuse alpine autrichienne, née le 19 mai 1992.

## Biographie
Son activité au haut niveau commence lors de la saison 2007-2008.
En 2011 et 2012, elle devient championne d'Autriche junior du slalom.
Aux Championnats du monde junior 2013, elle remporte la médaille d'or au slalom géant devant Ragnhild Mowinckel. Elle fait ses débuts en Coupe du monde en mars 2013 aux Finales de Lenzerheide, sans finir la course. En janvier 2014, elle monte sur son premier podium en Coupe d'Europe en gagnant le slalom de Soldeu.
En 2015, avec deux autres podiums en slalom, elle se place en tête du classement de la spécialité en Coupe d'Europe.
En décembre 2015, elle marque ses premiers points en se classant 23e du slalom de Lïnz.

## Palmarès

### Coupe du monde
- Meilleur classement général : 98e en 2016.
- Meilleur résultat : 23e.

#### Classements en Coupe du monde
| Année/Classement | Année/Classement | Général | Général | Slalom | Slalom |
| ---------------- | ---------------- | ------- | ------- | ------ | ------ |
| Année/Classement | Année/Classement | Class.  | Points  | Class. | Points |
| 2016             | 2016             | 98e     | 15      | 43e    | 15     |

### Championnats du monde junior
- Québec 2013 :
  -  Médaille d'or au slalom géant.

### Coupe d'Europe
- 4e du classement général en 2015
- Vainqueur du classement du slalom en 2015.
- 4 podiums, dont 1 victoire.